# Elecciones regionales de Colombia de 2007
El domingo 28 de octubre de 2007 se realizaron elecciones en Colombia, con el fin de elegir los cargos de Gobernadores para los 32 departamentos, Diputados de las Asambleas Departamentales, Alcaldes de 1099 municipios, Concejales municipales y Ediles de las Juntas Administradoras Locales.
La preparación de las elecciones y las campañas electorales se desarrollaron en medio de un fuerte debate alrededor de la falta de garantías para los electores; en parte existían temores por la intervención de grupos armados ilegales como los grupos paramilitares de autodefensa o de los grupos guerrilleros, no solo existían temores de sabotaje a las elecciones sino que apoyaran a algún candidato como ha sucedido en el pasado donde varios políticos terminaron siendo elegidos con el apoyo de integrantes de las Autodefensas Unidas de Colombia dentro del escándalo conocido como parapolítica. También existe temor por la posible penetración de dineros del narcotráfico en las campañas, situación que se ha vivido en pasadas oportunidades y que en ocasiones ha estado en contubernio de la acción de los grupos armados ilegales. Los fraudes también suelen presentarse por medio de las prácticas conocidas como la "compra y trasteo de votos". Al respecto el procurador general de la Nación Edgardo Maya Villazón expresó que consideraba que las elecciones no se deberían realizar con el actual sistema ya que dicho sistema electoral, que es anterior a la constitución de 1991, está obsoleto y se presta para realizar este tipo de fraudes. A pesar de estos inconvenientes las elecciones se realizaron. En septiembre 18, antes de las elecciones se habían reportado 56 candidatos asesinados en el país, otros sufrieron atentados y algunos fueron secuestrados, golpeados y muchos fueron amenazados. La cifra siguió aumentando en días posteriores.
En 2009 Berrio es suspendido y luego destituido de su cargo por la Procuraduría, por celebración irregular de contratos. En el año 2010 se celebraron elecciones atípicas para el reemplazo al cargo de Gobernador

## Candidatos

### Gobernaciones
| Departamento             | Candidato                            | Partido                            | Votos   | %      |
| ------------------------ | ------------------------------------ | ---------------------------------- | ------- | ------ |
| Amazonas                 | Félix Francisco Acosta Soto          | Partido Convergencia Ciudadana     | 9.426   | 46.81% |
| Amazonas                 | Olbar Andrade Rincón                 | Partido Cambio Radical             | 6.895   | 34,24% |
| Amazonas                 | Eliseo Rosendo Martínez Cruz         | Partido Colombia Democrática       | 1.076   | 5,34%  |
| Antioquia                | Luis Alfredo Ramos Botero            | Partido Alas Equipo Colombia       | 836.526 | 44.45% |
| Antioquia                | Eugenio Prieto Soto                  | Una Antioquia Nueva                | 579.020 | 30,77% |
| Antioquia                | Rodrigo de Jesus Saldarriaga Sanin   | Polo Democrático Alternativo       | 58,992  | 3,13%  |
| Arauca                   | Freddy Forero Requiniva              | Partido Cambio Radical             | 27.889  | 38.94% |
| Arauca                   | Adalberto Enrique Jaimes Ochoa       | Partido Liberal Colombiano         | 15,522  | 21,67% |
| Arauca                   | Albeiro Vanegas Osorio               | Partido de Unidad Nacional         | 12.723  | 17,77% |
| Atlántico                | Eduardo Ignacio Verano De la Rosa    | Partido Liberal Colombiano         | 344.112 | 46.41% |
| Atlántico                | José Antonio Name Terán              | Partido de Unidad Nacional         | 213.270 | 28,76% |
| Bolívar                  | Joaco Hernando Berrío Villarreal     | Partido Cambio Radical             | 206.962 | 32.76% |
| Bolívar                  | Alfonso López Cossio                 | Partido de Unidad Nacional         | 177.703 | 28,13% |
| Bolívar                  | Dionisio Miranda Tejedor             | Polo Democrático Alternativo       | 47.335  | 7.49%  |
| Boyacá                   | José Rozo Millán                     | Verde Opción Centro                | 195.537 | 35.28% |
| Boyacá                   | Pedro Alonso Sanabria Buitrago       | Partido Conservador Colombiano     | 191.041 | 34,46% |
| Boyacá                   | Rafael Romero Piñeros                | Partido Liberal Colombiano         | 56.787  | 10.24% |
| Caldas                   | Mario Aristizábal Muñoz              | Partido Liberal Colombiano         | 157.714 | 38.76% |
| Caldas                   | Francisco José Cruz Prada            | Partido de Unidad Nacional         | 145.100 | 35,66% |
| Caldas                   | Ricardo Alberto Castaño Zapata       | Polo Democrático Alternativo       | 14.839  | 3,65%  |
| Caquetá                  | Luis Francisco Cuéllar Carvajal      | Alianza Social Indígena            | 35.780  | 32,72% |
| Caquetá                  | Álvaro Pacheco Álvarez               | Partido Liberal Colombiano         | 27.104  | 24,79% |
| Caquetá                  | Nelcy Almario Rojas                  | Movimiento Nacional Afrocolombiano | 18.622  | 17.03% |
| Casanare                 | Óscar Raúl Iván Flórez Chávez        | Partido de Unidad Nacional         | 78.774  | 59,78% |
| Casanare                 | Efrén Antonio Hernández Díaz         | Partido Liberal Colombiano         | 40.776  | 30,94% |
| Casanare                 | Yimmy Novoa Ángel                    | Partido Alas Equipo Colombia       | 2.253   | 1.71%  |
| Cauca                    | Guillermo Alberto González Mosquera  | Movimiento Nacional Afrocolombiano | 134,866 | 32.58% |
| Cauca                    | Eduardo José González Angulo         | Partido Liberal Colombiano         | 87,950  | 21.24% |
| Cauca                    | Juan Diego Castrillón Orrego         | Movimiento Alianza Social Indígena | 39,832  | 9.62%  |
| Cesar                    | Cristian Hernando Moreno Panezo      | Verde Opción Centro                | 141,211 | 43.38% |
| Cesar                    | Arturo Rafael Calderon Rivadeneira   | Movimiento Independiente Libres    | 94,277  | 28.96% |
| Cesar                    | Jaime Camilo Murgas Arzuaga          | Partido Conservador Colombiano     | 47,847  | 14.70% |
| Chocó                    | Patrocinio Sánchez Montes de Oca     | Partido de Unidad Nacional         | 45,338  | 38.68% |
| Chocó                    | Carlos Alberto Escobar Córdoba       | Partido Liberal Colombiano         | 36,431  | 31.08% |
| Chocó                    | Yesid Francisco Perea Mosquera       | Partido Conservador Colombiano     | 2,639   | 2.25%  |
| Córdoba                  | Marta del Socorro Sáenz Correa       | Partido Liberal Colombiano         | 234,639 | 39.16% |
| Córdoba                  | Margarita Rosa Andrade García        | Partido Colombia Democrática       | 203,339 | 33.93% |
| Córdoba                  | Álvaro Emiro Petro Sierra            | Polo Democrático Alternativo       | 12,125  | 2.02%  |
| Cundinamarca             | Andrés González Díaz                 | Partido Liberal Colombiano         | 457,023 | 51.38% |
| Cundinamarca             | Álvaro Cruz Vargas                   | Partido Cambio Radical             | 217,582 | 24.46% |
| Cundinamarca             | Tarsicio Mora Godoy                  | Polo Democrático Alternativo       | 32,383  | 3.64%  |
| Guainía                  | Iván Vargas Silva                    | Partido de Unidad Nacional         | 3,057   | 28.99% |
| Guainía                  | Jose Walter Lenis Porras             | Partido Alas Equipo Colombia       | 2,542   | 24.11% |
| Guainía                  | Jorge villegas Caro                  | Alianza Social Indígena            | 1,501   | 14.24% |
| Guainía                  | Gustavo González                     | Partido Conservador Colombiano     | 1,424   | 13.51% |
| Guainía                  | Luis Eduardo Manotas Solano          | Partido Cambio Radical             | 1,011   | 9.59%  |
| Guaviare                 | Oscar de Jesús López Cadavid         | Partido Conservador Colombiano     | 9,418   | 37.65% |
| Guaviare                 | Dagoberto Suárez Melo                | Movimiento Convergencia Ciudadana  | 8,717   | 34.94% |
| Guaviare                 | Luis Fernando Angarita González      | Movimiento Colombia Viva           | 4,350   | 17.39% |
| Huila                    | Luis Jorge Pajarito Sánchez García   | Partido Conservador Colombiano     | 187,792 | 49.04% |
| Huila                    | Carlos Mauricio Iriarte Barrios      | Partido Liberal Colombiano         | 128,859 | 33.65% |
| Huila                    | José Jairo González Arias            | Polo Democrático Alternativo       | 9,265   | 2.42%  |
| La Guajira               | Jorge Eduardo Pérez Bernier          | Movimiento El Pueblo Decide        | 89,064  | 44.36% |
| La Guajira               | Miguel Antonio Murgas Núñez          | Partido Liberal Colombiano         | 83,869  | 41.77% |
| La Guajira               | Jaime Enrique De Luquez Díaz         | Polo Democrático Alternativo       | 6,857   | 3.42%  |
| Magdalena                | Omar Ricardo Díaz Granados Velásquez | Partido de Unidad Nacional         | 143,593 | 36.35% |
| Magdalena                | José Luis Pinedo Campo               | Partido Cambio Radical             | 122,237 | 30.94% |
| Magdalena                | Vilbrun Edward Tovar Peña            | Polo Democrático Alternativo       | 14,004  | 3.55%  |
| Magdalena                | Álvaro Antonio Ordóñez Vives         | Movimiento Apertura Liberal        | 8,093   | 2.05%  |
| Meta                     | Darío Vásquez Sánchez                | Partido de Unidad Nacional         | 121,300 | 43.71% |
| Meta                     | Maritza Martínez Aristizábal         | Movimiento Volvamos a Avanzar      | 112,597 | 40.58% |
| Meta                     | Eudoro Álvarez Cohecha               | Polo Democrático Alternativo       | 9,437   | 3.40%  |
| Nariño                   | Antonio José Navarro Wolff           | Polo Democrático Alternativo       | 262,917 | 49.39% |
| Nariño                   | Vicente Germán Chamorro de La Rosa   | Partido de Unidad Nacional         | 172,190 | 32.34% |
| Norte de Santander       | William Villamizar Laguado           | Partido Conservador Colombiano     | 300,451 | 63.83% |
| Norte de Santander       | Luz Adriana Quiroga Wilches          | Movimiento Apertura Liberal        | 33,784  | 7.18%  |
| Putumayo                 | Felipe Alfonso Guzmán Mendoza        | Partido Liberal Colombiano         | 43,322  | 47.99% |
| Putumayo                 | Jimmy Harold Díaz Burbano            | Partido Conservador Colombiano     | 27,684  | 30.67% |
| Putumayo                 | Miguel Ángel Rubio Bravo             | Polo Democrático Alternativo       | 9,700   | 10.75% |
| Quindío                  | Julio Cesar López Espinosa           | Por un Quindío Para Todos          | 93,632  | 41.01% |
| Quindío                  | Gildardo Ceballos Zuluaga            | Partido de Unidad Nacional         | 82,861  | 36.29% |
| Quindío                  | Henry González Mesa                  | Polo Democrático Alternativo       | 8,481   | 3.71%  |
| Risaralda                | Víctor Manuel Tamayo Vargas          | Partido Conservador Colombiano     | 151,700 | 42.91% |
| Risaralda                | Germán Chica Giraldo                 | Partido Liberal Colombiano         | 120,991 | 34.23% |
| Risaralda                | Gonzalo Arango Jiménez               | Polo Democrático Alternativo       | 11,303  | 3.20%  |
| San Andrés y Providencia | Pedro Clavel Gallardo Forbes         | Movimiento Integración Regional    | 8,187   | 37.23% |
| San Andrés y Providencia | Aury Socorro Guerrero Bowie          | Partido Liberal Colombiano         | 8,160   | 37.11% |
| San Andrés y Providencia | Jack Housni Jaller                   | Partido de Unidad Nacional         | 4,063   | 18.48% |
| Santander                | Horacio Serpa Uribe                  | Partido Liberal Colombiano         | 482,745 | 55.93% |
| Santander                | Didier Alberto Tavera Amado          | Partido Convergencia Ciudadana     | 293,972 | 34.06% |
| Santander                | Juan José Landinez Landinez          | Polo Democrático Alternativo       | 4,838   | 0.56%  |
| Sucre                    | Jorge Carlos Barraza Farak           | Partido de Unidad Nacional         | 114,976 | 32.53% |
| Sucre                    | Julio César Guerra Tulena            | Partido Liberal Colombiano         | 114,087 | 32.28% |
| Sucre                    | Lucy del Carmen Urzola Capella       | Polo Democrático Alternativo       | 26,246  | 7.43%  |
| Tolima                   | Óscar Barreto Quiroga                | Partido Conservador Colombiano     | 178,679 | 35.25% |
| Tolima                   | Luis Carlos Delgado Peñón            | Partido Liberal Colombiano         | 142,362 | 28.08% |
| Tolima                   | Huillman Calderón Azuero             | Polo Democrático Alternativo       | 18,543  | 3.66%  |
| Valle del Cauca          | Juan Carlos Abadía Campo             | Movimiento Por Un Valle Seguro     | 660,174 | 47.98% |
| Valle del Cauca          | Francisco Javier Murgueitio Restrepo | Partido Conservador Colombiano     | 117,498 | 8.54%  |
| Valle del Cauca          | Alejandro De Lima Bohmer             | Partido Alas Equipo Colombia       | 107,484 | 7.81%  |
| Valle del Cauca          | Fabiola Perdomo Estrada              | Alianza Social Indígena            | 79,025  | 5.74%  |
| Valle del Cauca          | Orlando Riascos Ocampo               | Polo Democrático Alternativo       | 63,155  | 4.59%  |
| Valle del Cauca          | María del Socorro Bustamante Ibarra  | Partido Liberal Colombiano         | 45,428  | 3.30%  |
| Vaupés                   | Leonidas Soto Muñoz                  | Cambio Radical                     | 35.57%  | 35.57% |
| Vaupés                   | Carlos Ivan Melendez                 | Movimiento Colombia Viva           | 31.35%  | 31.35% |
| Vaupés                   | Iván Darío Sandoval Perilla          | Alianza Social Indígena            | 25.26%  | 25.26% |
| Vichada                  | Blas Arvelio Ortiz Rebolledo         | Partido de la U                    | 33.36%  | 33.36% |
| Vichada                  | Juan Carlos Ávila                    | Partido Liberal                    | 33.31%  | 33.31% |
| Vichada                  | Hugo Janio López Chaqueo             | Alas Equipo Colombia               | 24.37%  | 24.37% |

## Alcaldías de las principales ciudades

### Alcaldías de Capitales
| Departamento          | Candidato                          | Partido                            | Votos   | %      |
| --------------------- | ---------------------------------- | ---------------------------------- | ------- | ------ |
| Leticia               | Jose Ricaurte Rojas Guerrero       | Partido Cambio Radical             | 5,359   | 35.34% |
| Leticia               | Victor Hugo Moreno Bandeira        | Partido Convergencia ciudadana     | 3,690   | 24.33% |
| Leticia               | Jorge Luis Canchala Cardenas       | Partido Liberal Colombiano         | 2,668   | 17.59% |
| Leticia               | José Ignacio Lozano Guzmán         | Partido de Unidad Nacional         | 2,067   | 13.63% |
| Medellín              | Alonso Salazar Jaramillo           | Alianza Social Indígena            | 272,931 | 44.21% |
| Medellín              | Luis Emilio Pérez Gutiérrez        | Todos con Luis Pérez               | 239,614 | 38.81% |
| Medellín              | Gabriel Jaime Rico Betancur        | Partido Conservador Colombiano     | 15,542  | 2.52%  |
| Arauca                | William Alfonso Reyes Cadena       | Partido Alas Equipo Colombia       | 14,317  | 48.03% |
| Arauca                | Carmen Sirenia Saray Tovar         | Partido Cambio Radical             | 6,463   | 21.68% |
| Arauca                | Mercedes Rincón Espinel            | Partido Convergencia ciudadana     | 5,483   | 18.39% |
| Arauca                | Orlando Rodríguez Quijano          | Alianza Social Indígena            | 1,302   | 4.37%  |
| Barranquilla          | Alejandro Char Chaljub             | Partido Cambio Radical             | 221,625 | 58.38% |
| Barranquilla          | Máximo José Noriega Rodríguez      | Polo Democrático Alternativo       | 43,937  | 11.57% |
| Barranquilla          | Édgar José Perea Arias             | Partido Colombia Democrática       | 39,979  | 10.53% |
| Bogotá                | Samuel Gustavo Moreno Rojas        | Polo Democrático Alternativo       | 915,769 | 43.70% |
| Bogotá                | Enrique Peñalosa Londoño           | Movimiento Peñalosa Alcalde        | 589,954 | 28.15% |
| Bogotá                | William Vinasco Chamorro           | Movimiento Afrocolombiano          | 350,380 | 16.72% |
| Cartagena             | Judith del Carmen Pinedo Florez    | Movimiento Por una Sola Cartagena  | 115,247 | 43.92% |
| Cartagena             | Juan Carlos Gossain Rognini        | Partido Colombia Democrática       | 70,692  | 26.94% |
| Cartagena             | Yonny Copete Garzón                | Movimiento Colombia Viva           | 20,574  | 7.84%  |
| Cartagena             | Argemiro Bermúdez Villadiego       | Partido Liberal Colombiano         | 5,610   | 2.14%  |
| Tunja                 | Arturo José Fructuoso Montejo Niño | Partido Liberal Colombiano         | 34,651  | 58.36% |
| Tunja                 | Ricardo Hernando Vargas Pérez      | Partido Conservador Colombiano     | 16,131  | 27.17% |
| Tunja                 | Fernando Antonio Pérez Valderrama  | Partido de Unidad Nacional         | 1,405   | 2.37%  |
| Manizales             | Juan Manuel Llano Uribe            | Movimiento de Salvación Nacional   | 49,725  | 30.68% |
| Manizales             | José Fernando Mancera Tabares      | Partido Convergencia Ciudadana     | 40,543  | 25.02% |
| Manizales             | Jairo Antonio Mejía Álvarez        | Partido Cambio Radical             | 35,740  | 22.05% |
| Florencia             | Gloria Patricia Farfán Gutiérrez   | Movimiento Nacional Afrocolombiano | 20,342  | 41.94% |
| Florencia             | German Medina Triviño              | Partido Liberal Colombiano         | 19,641  | 40.49% |
| Florencia             | Cesar Augusto Cadena Solano        | Polo Democrático Alternativo       | 3,074   | 6.34%  |
| Yopal                 | Lilian Fernanda Salcedo Restrepo   | Partido Cambio Radical             | 24,845  | 53.43% |
| Yopal                 | Willman Enrique Celemín Cáceres    | Partido Liberal Colombiano         | 16,854  | 36.24% |
| Yopal                 | Sonia Perez Fonseca                | Partido de Unidad Nacional         | 2,104   | 4.52%  |
| Popayán               | Ramiro Antonio Navia Diaz          | Partido Conservador Colombiano     | 40,200  | 42.80% |
| Popayán               | Juan Carlos Bolaños Daza           | Partido Liberal Colombiano         | 25,418  | 27.06% |
| Popayán               | Lucio Muñoz Meneses                | Movimiento MIRA                    | 9,482   | 10.09% |
| Popayán               | Manuel Abraham Pino Muñoz          | Polo Democrático Alternativo       | 4,273   | 4.55%  |
| Valledupar            | Rubén Alfredo Carvajal Riveira     | Movimiento Adelante Valledupar     | 32,881  | 28.72% |
| Valledupar            | Luis Fabián Fernández Maestre      | Partido Liberal Colombiano         | 29,952  | 26.16% |
| Valledupar            | Gonzalo Raul Gómez Soto            | Alianza Social Indígena            | 16,316  | 14.25% |
| Valledupar            | Fredys Miguel Socarrás Reales      | Partido Alas Equipo Colombia       | 14,959  | 13.06% |
| Quibdó                | Francis Ceballo Mosquera           | Partido de Unidad Nacional         | 8,490   | 24.75% |
| Quibdó                | Zulia María Mena García            | Partido Liberal Colombiano         | 8.205   | 23.92% |
| Quibdó                | Isaías Chala Ibargüen              | Corporación Primero Quibdó         | 7.844   | 22.86% |
| Quibdó                | Delcin Bejarano Pinilla            | Partido Cambio Radical             | 3.829   | 11.16% |
| Montería              | Marcos Daniel Pineda García        | Partido Conservador Colombiano     | 55,244  | 43.03% |
| Montería              | Juan Carlos Lengua Martínez        | Partido Liberal Colombiano         | 39,212  | 30.55% |
| Montería              | Luis Eduardo Florez Pertuz         | Movimiento Colombia Viva           | 3,700   | 2.88%  |
| Inírida               | Martha Sulay Parra Borda           | Partido de Unidad Nacional         | 3,137   | 36.05% |
| Inírida               | Juan Pablo Canon Ponare            | Alianza Social Indígena            | 2,645   | 30.40% |
| Inírida               | Édgar Fredy Hernández Torres       | Partido Cambio Radical             | 1,688   | 19.40% |
| San José del Guaviare | Pedro Jose Arenas Garcia           | Verde Opción Centro                | 8,824   | 53.04% |
| San José del Guaviare | Juan Nevardo Riveros Pardo         | Partido Liberal Colombiano         | 4,724   | 28.40% |
| San José del Guaviare | Mariela Sarasty Petrel             | Partido de Unidad Nacional         | 796     | 4.79%  |
| San José del Guaviare | Luis Hernando Rave Restrepo        | Partido Cambio Radical             | 652     | 3.92%  |
| Neiva                 | Héctor Aníbal Ramírez Escobar      | Partido Conservador Colombiano     | 54,450  | 48.61% |
| Neiva                 | Pedro Hernán Suárez Trujillo       | Partido Liberal Colombiano         | 32,878  | 29.35% |
| Neiva                 | Mario Solano Calderón              | Partido de Unidad Nacional         | 6,622   | 5.91%  |
| Neiva                 | Aldemar Macías Tamayo              | Polo Democrático Alternativo       | 5,612   | 5.01%  |
| Riohacha              | Jaider Antonio Curiel Choles       | Partido Conservador Colombiano     | 17,563  | 38.83% |
| Riohacha              | Rafael Ricardo Ceballos Sierra     | Partido Liberal Colombiano         | 13,732  | 30.36% |
| Riohacha              | Wilson Rafael Rojas Vanegas        | Partido Cambio Radical             | 5,655   | 12.50% |
| Riohacha              | Luis Alfonso Barros Arévalo        | Polo Democrático Alternativo       | 2,642   | 5.84%  |
| Santa Marta           | Juan Pablo Díaz Granados Pinedo    | Partido Liberal Colombiano         | 57,965  | 44.90% |
| Santa Marta           | José Domingo Dávila Armenta        | Partido Convergencia Ciudadana     | 25,777  | 19.97% |
| Santa Marta           | Edgar Santos Romero                | Movimiento Somos más que Ellos     | 12,151  | 9.41%  |
| Santa Marta           | Carlos Julio Yanes Silvera         | Polo Democrático Alternativo       | 7,723   | 5.98%  |
| Villavicencio         | Héctor Raúl Franco Roa             | Partido Liberal Colombiano         | 41,959  | 29.12% |
| Villavicencio         | Tania Jaramillo Garcia             | Partido de Unidad Nacional         | 38,728  | 26.88% |
| Villavicencio         | Eddy Baquero Garcia                | Movimiento Elija Bien              | 29,596  | 20.54% |
| Villavicencio         | Henry Walter Palma Becerra         | Movimiento Ese Es Convergencia     | 9,737   | 6.76%  |
| Pasto                 | Eduardo José Alvarado Santander    | Movimiento Opción Pasto            | 46,080  | 35.52% |
| Pasto                 | Fabio Trujillo Benavides           | Polo Democrático Alternativo       | 29,303  | 22.59% |
| Pasto                 | Pablo Andrés Guerrero Perez        | Partido Conservador Colombiano     | 20,327  | 15.67% |
| Pasto                 | Mauricio Guerrero López            | Partido Cambio Radical             | 9,217   | 7.11%  |
| Cúcuta                | María Eugenia Riascos Rodríguez    | Alianza Social Independiente       | 99,763  | 45.79% |
| Cúcuta                | Luis Hernando Angarita Figueredo   | Partido de Unidad Nacional         | 87,923  | 40.36% |